# Debrene, Blagoevgrad
Debrene (în bulgară Дебрене) este un sat în Obștina Sandanski, Regiunea Blagoevgrad, Bulgaria.

## Demografie
Componența etnică a satului Debrene
     Bulgari (98,07%)
     Nicio identificare (1,92%)
     Altele (0%)
La recensământul din 2011, populația satului Debrene era de 52 locuitori. Din punct de vedere etnic, majoritatea locuitorilor (98,07%) erau bulgari. Pentru 1,92% din locuitori nu este cunoscută apartenența etnică.